# Roussay
Roussay korábbi község Franciaország Loire mente régiójában, Maine-et-Loire megyében. 2015. december 15-én kilenc másik korábbi községgel egyesült és Sèvremoine új község része lett.
Lakosainak száma 1248 fő (2018. január 1.). Roussay Montfaucon-Montigné, La Renaudière, La Romagne, Saint-André-de-la-Marche, Saint-Germain-sur-Moine, Torfou és Saint-Macaire-en-Mauges községekkel határos.

## Népesség
A település népessége az elmúlt években az alábbi módon változott:
| Lakosok száma | 1136 | 1115 | 963  | 898  | 966  | 1117 | 1198 | 1223 | 1252 | 1248 |
|               | 1962 | 1968 | 1982 | 1990 | 1999 | 2008 | 2011 | 2013 | 2017 | 2018 |